# The Wiggles
The Wiggles – strategiczna gra komputerowa czasu rzeczywistego wyprodukowana przez SEK.ost i wydana przez Innonics 28 października 2001. Wydano również dodatek do gry ze szkicami rysunków, tapetami i odtwarzaczem muzycznym. W grze steruje się klanem karłów Wiggles, który tworzy coraz bardziej zaawansowaną cywilizację wraz z rozwojem gry. Głównym celem jest znalezienie magicznych pierścieni i wykucie z nich Gleipnira, który uwięzi wilka Fenrisa.

## Fabuła gry
Nordycki bóg Odyn miał wilka zwanego Fenrisem. Wilczur ten w głębi serca nienawidził swojego pana i pewnego dnia uciekł od niego. Zrozpaczony bóg poprosił króla karłów, aby on wybrał swój najlepszy klan, który przyprowadziłby jego wilka. Aby to zrobić, karły muszą wykuć łańcuch Gleipnir i opętać nim Fenrisa, ukrywającego się pod ziemią. Do wykucia łańcucha niezbędne jest 6 pierścieni: pierścień powietrza, ziemi, życia, wody, magii i pierścień ognia. Pierścień powietrza i ziemi Wigglesy otrzymują od elfki na początku gry, ale pozostałe są ukryte i strzeżone przez ich wrogów.

## Charakter rozgrywki
Miejsce akcji The Wiggles znajduje się prawie cały czas pod ziemią. Gra dzieli się na cztery światy (ziemny, siarkowy, kryształowy i lawowy), różniące się od siebie wyglądem i trudnością. Generator świata zwykle tworzy nowy układ plansz. Gra posiada zarówno tryb jednoosobowy jak i wieloosobowy.

## Wigglesy

### Klan Wiggles
Wiggles to klan karłów, którym stara się sterować gracz. Jego przedstawiciele mają przerośnięte głowy i stopy, a w czasie wolnym są ubrane w czerwone krasnoludkowe czapeczki. Są towarzyskie i mają obsesje na punkcie bród. Wigglesy mają tylko dwa kolory oczu: niebieski i zielony, a nie spotyka się karłów z piwnym odcieniem oczu. To one wygrały turniej zorganizowany przez króla karłów, co świadczy o ich najlepszym przystosowaniu do warunków misji schwytania Fenrisa.
Karły w czasie wolnym mogą robić wiele różnych rzeczy, począwszy od pójścia spać, przejścia do salonu czy łazienki, poprzez rozmowę i jedzenie, a skończywszy na robieniu gwiazd, skakaniu na skakance, paleniu fajki czy podbijaniu piłeczki. Podczas rozmowy – niezrozumiałej dla ludzi, bo składającej się z samych pisków i pomruków – dwóch karłów w czasie wolnym, zostają pogłębione więzi między nimi. Dzięki temu Wigglesy potrafią się zakochiwać i rozmnażać. Ciąża Wiggleski trwa krócej od ludzkiej (dodatkowo w grze czas biegnie szybciej) i tak samo jak w rzeczywistości czasami rodzą się bliźnięta. Gdy narodzi się mały karzeł, cały czas płacze, robi fikołki albo raczkuje za mamą. Czasami może też pójść do szkoły, gdzie zdobywa dodatkowe doświadczenie. Proces dorastania jest dość nagły, gdyż z małego Wigglesa z pieluchą w jednej chwili powstaje dorosły, ubrany karzeł. Wigglesy mogą też umrzeć ze starości, po osiągnięciu wieku dwudziestu czterech dni, czyli pełnych obrotów zegara wyznaczającego czas pracy i odpoczynku.
Każdy Wiggles w zależności od rodzaju wykonywanego zajęcia ma określony rodzaj nakrycia głowy. W czasie wolnym mają czerwone, spiczaste i wysokie, lekko zakrzywione kapelusze. W czasie pracy, Wiggles, gdy nie wie, co ma robić, zakłada brunatną, młodzieżową czapkę z daszkiem do tyłu. Podczas zbierania surowców karzełki zakładają szare, policyjne czapki. Gdy kopią w ziemi lub pracują z użyciem kamieni, maję żółte, górnicze kaski z wbudowaną lampką. Podczas rąbania grzybów czy też pracy przy obróbce drewna nasi podopieczni na głowie mają żółtawe czapki drwali, z czerwonymi nausznikami. Podczas walki karły mają różne hełmy, im Wiggles jest lepszym wojownikiem, tym hełm jest lepszy. Podczas pracy w Małym piecu, Wiggles ma na głowie górniczy kask, tyle że bez lampki. Podczas przyrządzania jedzenia przy ognisku czy też w kuchni Wiggles ma wielką białą, kucharską czapkę. Gdy karły wynajdują nowe budynki, wkładają niebieską w żółte gwiazdki, spiczastą tiarę magika.
Wigglesy mogą zdobywać doświadczenie z różnych dziedzin wykonując określone czynności, czytając księgi lub w przypadku dzieci – chodzić do szkoły. Dziedziny doświadczenia dzielą się na produkcję (wśród niej są wyróżnione: drewno, jedzenie, kamienie, konstrukcja i transport, metale, alchemia oraz usługi) i walkę (wśród niej są wyróżnione: kung-fu, broń jednoręczna, broń dwuręczna, broń dystansowa, obrona). Gdy karzeł wyspecjalizuje się w jakiejś dziedzinie, to jego doświadczenie z innych dziedzin maleje. Karły z pierwszego pokolenia mogą mieć maksymalnie sto punktów w każdej specjalizacji, wyłączając walkę, w której mogą zdobyć dwieście punktów. Za to u karłów z następnych pokoleń maksymalna ilość doświadczenia we wszystkich dziedzinach oprócz walki jest o 20 punktów większa niż u ich rodziców (przykładowo gdy u rodziców karła jest to 120 punktów, to u ich dziecka jest to 140 punktów). Doświadczenie po części także przechodzi na dzieci, więc rodzą się już one z pewną umiejętności np. kopania w ziemi. Sto punktów to maksimum dla wszystkich punktów przy wskaźnikach zdrowia, sytości, czujności i nastroju.
Wigglesowi można też określić czas wolny i czas, kiedy będzie pracować. Karła można też przyporządkować do danego budynku, żeby pracował tylko w nim.

## Odbiór gry
Gra otrzymała przeciętne oceny krytyków, uzyskując średni wynik 62/100 z 13 recenzji w agregatorze Metacritic.